# 胡英 (成化進士)
胡英（1432年—？），字廷俊，浙江嘉興府秀水縣人，民籍，明朝政治人物。

## 生平
成化七年（1471年）辛卯科應天鄉試第三十二名舉人，十一年（1475年）中式乙未科會試第二百二十七名，三甲第二十二名進士。

## 家族
曾祖胡均寶；祖父胡德銘；父胡璉，進士。